# جيمس كارترايت
جيمس كارترايت هو راكب الكنو كندي، ولد في 16 يونيو 1976.

## وصلات خارجية
- جيمس كارترايت على موقع أوليمبيديا (الإنجليزية)